# Hirschmannia oryzae
Hirschmannia oryzae är en rundmaskart. Hirschmannia oryzae ingår i släktet Hirschmannia och familjen Hoplolaimidae. Inga underarter finns listade i Catalogue of Life.